# Анте Пијус Тресић-Павичић
Анте Пијус Тресић-Павичић (Врбањ, острво Хвар, 10. јул 1867 – Сплит, 27. октобар 1949) био је правник, дипломата и књижевник.
Школовао се у Далмацији, Котору и Бечу где је докторирао на Филозофском факултету, а потом је студирао на Правном факултету у Грацу. Радио је на просвети и залагао се за ослобођење југословенских народа као књижевник, новинар, народни посланик у Аустро-Угарској. Објавио је многобројна књижевна дела – од поезије, драма које су игране у позориштима већих словенских градова, приповедака до филозофских дела. У току Првог светског рата неко време је био затворен јер се залагао за уједињење Јужних Словена. Истицан је као један од „твораца народног и државног јединства.“ У уједињеној држави Краљевини СХС јануара 1920. постављен је за посланика у Мадриду, а одатле је у септембру 1922. отишао за посланика у САД. У Вашингтону је остао до априла 1927. По повратку у Београд стављен је на располагање и пензионисан 1931. године.
Лазар Томановић наводи податак да је он својим циклусом песама Ко не дође на бој на Косово, унио у хрватску књижевност српски дух. Он је полазећи у Вашингтон као наш посланик, рекао у Сплиту: Будимо задовољни што је динар узео на своја леђа и четврти дио круне! Па је зато био удаљен тамо преко оцеана... Томановић га назива поштеним Хрватом.